# Archie Panjabi
Archana Kaur Panjabi, conocida como Archie Panjabi (Londres, 31 de mayo de 1972), es una actriz británica de cine y televisión.

## Biografía
Panjabi nació en West London, hija de inmigrantes sindies de India. Pasó parte de su niñez en Bombay, por lo que se considera "parte británica, parte hindú". Se graduó en la Brunel University con título en Estudios de Administración de Empresas en 1996. Está casada con Raj Nihiland.

### Carrera
Panjabi ha trabajado tanto en cine como en televisión. En 1999 participó en la comedia Oriente es Oriente. Su primer papel en Hollywood fue como una diplomática británica en la ganadora del Premio Oscar El jardinero fiel en 2005, aunque uno de sus papeles más relevantes fue en la comedia de 2002 Bend It Like Beckham y su actuación en The Good Wife. En 2005, obtuvo el Premio Shooting Star en el Festival Internacional de Cine de Berlín por su papel en Yasmin y, en el mismo año, el Premio a la mejor actriz en el Festival de Cine de Reims.
Trabajó en la serie de televisión de la BBC Life on Mars y en 2007, Panjabi apareció con Angelina Jolie en la adaptación cinematográfica de A Mighty Heart, un libro de Mariane Pearl, la viuda del periodista Daniel Pearl, como la antigua reportera de The Wall Street Journal Asra Nomani. Su actuación le valió el Trofeo Chopard a la mejor actriz revelación en el Festival Internacional de Cine de Cannes.
Entre sus papeles más conocidos está la interpretación de Kalinda Sharma, una investigadora privada, en la serie televisiva The Good Wife, por el que ganó el Primetime Emmy a la mejor actriz de reparto - Serie dramática en 2010, y por la que fue nominada al Emmy tres veces seguidas y una nominación al Globo de Oro.
Panjabi también ha prestado la voz a varios personajes en el programa de televisión infantil Postaman Pat.

## Filmografía
- Doctor Who (2025, serie de TV)
- Departure Flight 716 (2019, serie de TV)
- Snowpiercer (2020, serie de TV)
- Blindspot (2016-2018, 2020, serie de TV)
- San Andreas (2015)
- The Widower (2014, telefilme)
- I Origins (2014)
- The Disappearance of Eleanor Rigby (2013)
- The Fall (2012, serie de TV)
- The Infidel (2010)
- Personal Affairs (2009, serie de TV)
- Espion(s) (2009)
- The Good Wife (2009-2015, serie de TV)
- Traidor (2008)
- A Mighty Heart (2007)
- Life on Mars (2006-2007, serie de TV)
- Un buen año (2006)
- El jardinero fiel (2005)
- Sea of Souls (2004, serie de TV)
- Yasmin (2004)
- Bend It Like Beckham (2002)
- Oriente es Oriente (1999)
- Shetland. Temporada 3. Serie británica. (2013)